# آرنولف کرنتنی
آرنولف کرنتنی(فرانسوی:Arnulf de Carinthie؛ آلمانی:Arnulf von Kärnten)(زادهٔ ۸۵۰- مرگ ۸ دسامبر ۸۹۹) پادشاه کارولنژی فرانک خاوری از ۸۸۷ میلادی بود.

## زندگی
آرنولف پسر نامشروع کارلمان باواریایی بود. از سوی پدرش کارلمان بدو دوک‌نشین کارنت بخشیده‌شد.
او پس از عمویش شارل فربه بر فرانک خاوری فرمان راند. وی در ۸۹۰ اسلاوها را در پانونیا شکست داد. در ۸۹۱ دانمارکی‌ها به لوتارنژی تاختند و ارتش فرانک خاوری را در ماستریخت در هم شکستند. ولی در سپتامبر همان سال آرنولف توانست وایکینگ‌ها را شکست دهد.
او مانند بسیاری از فرمانروایان نخستین ژرمن با کلیسا کلنجار بسیار داشت.
او در ۸۹۶ دچار بیماری شد. همزمان ایتالیا را از دست داد و با تاخت و تازهایی از سوی مجارستان رودررو شد. سرانجام در ۸۹۹ درگذشت و پیکرش را در رگنسبورگ به خاک سپردند. پس از او پسرش لوئی بچه به پادشاهی رسید.